# Hrabstwo Jay

Piramida wieku hrabstwa

Hrabstwo Jay (ang. Jay County) – hrabstwo w stanie Indiana w Stanach Zjednoczonych.

## Geografia
Według spisu z 2010 roku obszar całkowity hrabstwa obejmuje powierzchnię 384,08 mili2 (994,76 km²), z czego 383,9 mili2 (994,3 km²) stanowią lądy, a 0,18 mili2 (0,47 km²) stanowią wody. Według szacunków United States Census Bureau w roku 2012 miało 21 366 mieszkańców. Jego siedzibą administracyjną jest Portland.

### Miasta
- Bryant
- Dunkirk
- Portland
- Pennville
- Redkey
- Salamonia